# Канпо
Канпо (寛保) је јапанска ера (ненко) која је настала после Генбун и пре Енкјо ере. Временски је трајала од фебруара 1741. до фебруара 1744. године и припадала је Едо периоду. Владајући монарх био је цар Сакурамачи. По веровању кинеске астрологије да нови период доноси промене име ере се мења у Канпо што у преводу значи "задржавати благост и попустљивост".

## Важнији догађајиКанпоере
- 1742. (Канпо 2): Уочена је комета на небу.[3]
- 1742. (Канпо 2, осми месец): Упорни пљускови стварају поплаве по целој земљи. Највеће оштећење претрпеле су провинције Мусаши, Козуке, Шимоцуке и Шинано. У Кјоту је надирућа вода однела мост Санџо.[4][5]
- 1743. (Канпо 3, једанаести месец): Уочена је комета на небу[3] која се данас индентификује као C/1743 X1.[6]